# Goaldi-moskee
De Goaldi-moskee is een 16e-eeuwse moskee in de historische Bengaalse hoofdstad Sonargaon, gelegen in de buurt van Dhaka in Bangladesh. De moskee werd gebouwd onder het bewind van sultan Alauddin Hussain Shah van het Sultanaat van Bengalen.
Het is een vierkante moskee met vier ronde hoektorens en een kubusvormige gebedsruimte. De moskee heeft ingangen aan alle kanten, behalve bij de qibla-muur. Een enkele koepel bedekt de moskee. De oostgevel heeft drie boogvormige openingen, aan weerszijden verfraaid met rechthoekige panelen van fijn reliëfwerk.